# Amphiprion thiellei
Espèce
Amphiprion thiellei est une espèce de poissons osseux de la famille des pomacentridés présente sur les côtes des Philippines et qui mesure jusqu'à 10 cm.

## Étymologie
Son épithète spécifique, thiellei, lui a été donnée en l'honneur de Mike Thielle, du magasin aquariophile Reef Encounter situé à Hackensack (New Jersey), qui a donné le spécimen type à Warren E. Burgess.